# Azarja II
Azarja II was hogepriester in de Tempel van Salomo tijdens de regering van koning Uzzia. Volgens de Bijbel stond hij op tegen koning Uzzia toen deze de Tempel wilde ontheiligen:
(Uzzia) overtrad het gebod van de HEER, zijn God, door de tempel van de HEER binnen te gaan om daar zelf een reukoffer te brengen op het reukofferaltaar. 17 De hogepriester Azarja kwam hem met nog tachtig andere priesters van de HEER achterna, allen vooraanstaande mannen. 18 Zij sneden koning Uzzia de pas af en zeiden hem:
"Het is niet aan u, Uzzia, om reukoffers te brengen voor de HEER. Dat is voorbehouden aan de priesters, de afstammelingen van Aäron. Zij zijn geheiligd om reukoffers te brengen. Verlaat het heiligdom; u bent in overtreding. Dit zal u bij God, de HEER, niet tot eer strekken."
Men neemt aan dat Azarja II de "Azarja" was die in stamboom van 1 Kronieken 5 staat, hoewel hier geen bewijs voor is. In dat geval was hij de zoon was van Johanan, de zoon van Azarja I; en werd hij vader van Amarja. In deze tekst staat echter dat deze Azarja "als eerste het priesterambt bekleedde in de tempel die Salomo in Jeruzalem bouwde". Dat is niet mogelijk omdat 1) Sadok de eerste hogepriester in Salomons tempel was, en 2) deze Azarja al op z'n minst 4 generaties na Sadok (en dus Salomo) leefde.
Azarja en zijn zoon Amarja komen niet voor in de lijst van hogepriesters van Flavius Josephus en de Seder Olam Zutta. 